# شيون

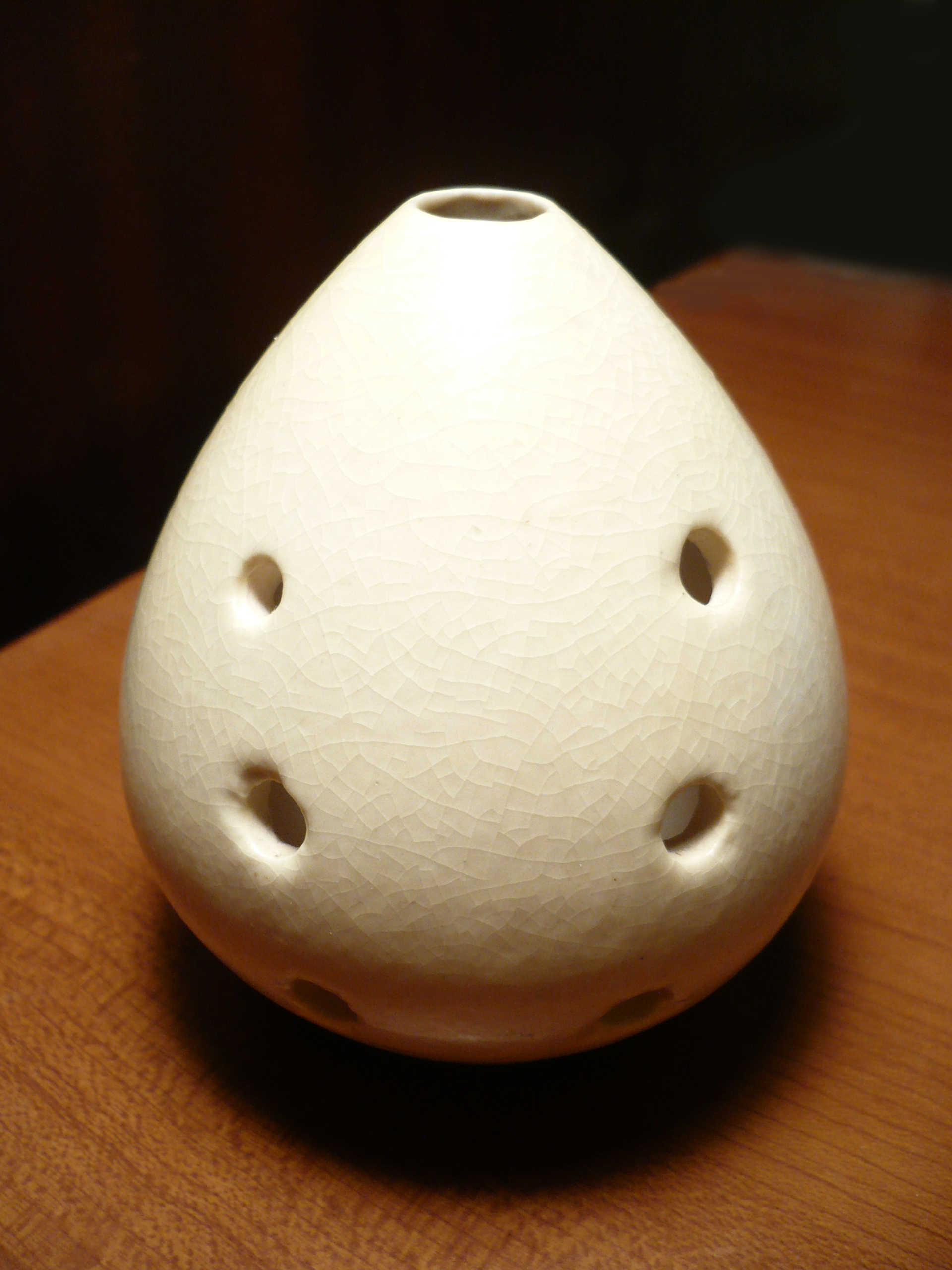
وجه آلة شيون، يظهر فتحة النفخ و ست فتحات للأصابع.

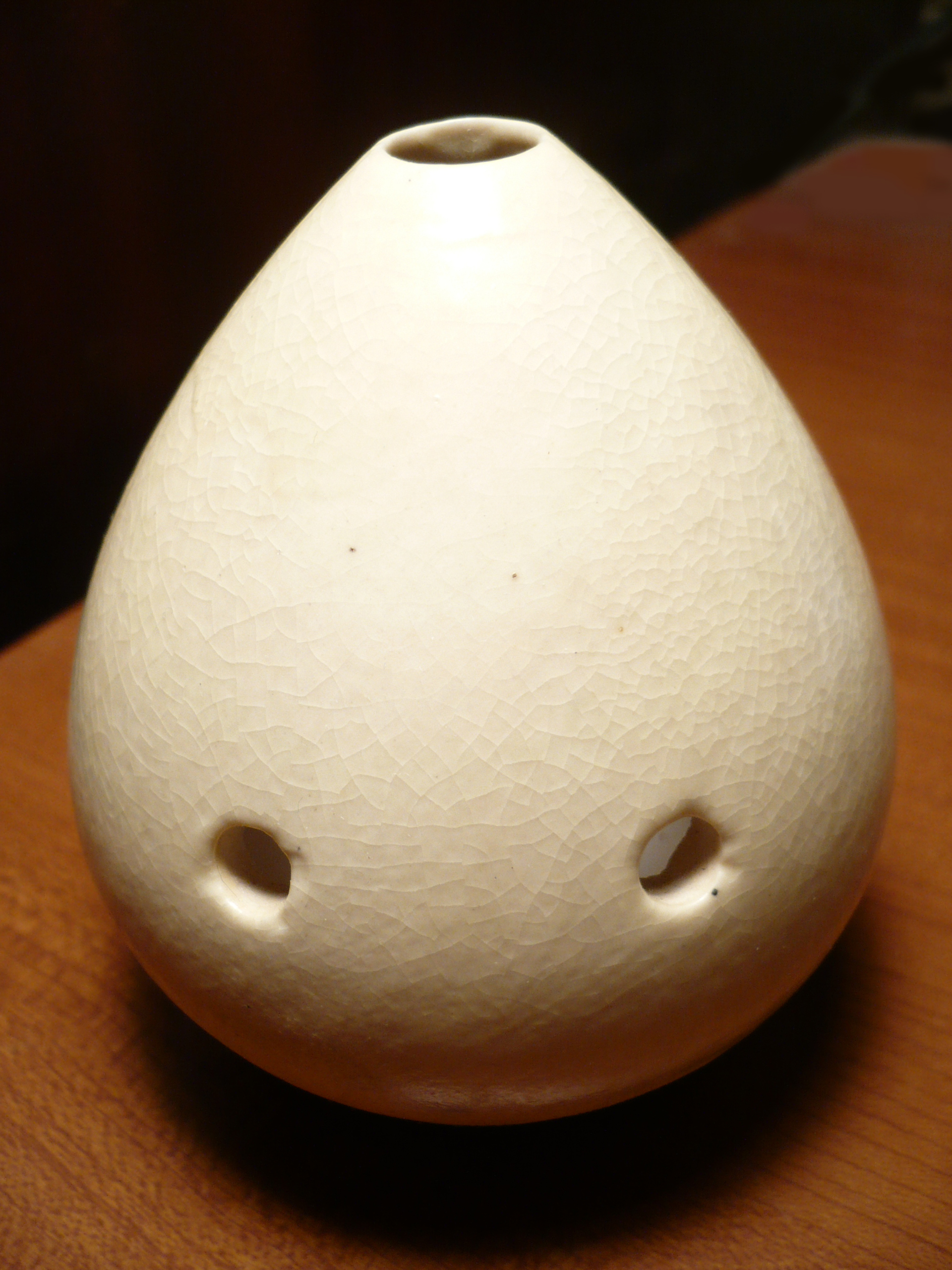
ظهر آلة شيون، يظهر فتحة النفخ و فتحتان للإبهامين.

شيون هي آلة موسيقية صينية من أقدم الآلات النفخية في الصين، ويرجع تاريخها إلى قبل حوالي سبعة آلاف سنة. قيل أن آلة شيون نشأت من آلة صيد تسمى ب«شي ليو شينغ». ففي قديم الزمان كان الناس يربطون كرة حجرية أو طينية بحبل ويرمونها إلى الحيوانات أو الطيور لصيدها. وأحياناً كانت الكرة جوفاء، وتصدر صوتاً موسيقياً عند قذفها. ووجدها الناس ممتعة، فبدؤوا نفخ هذه الكرة، ورويداً رويداً تطورت آلة الصيد هذه إلى آلة موسيقية وهي آلة شيون. في البداية كانت آلة شيون مصنوعة من الحجر أو عظام الحيوان، وفيما بعد أصبحت مصنوعة من الفخار. ولها أشكال مختلفة أيضاً، مثل الشكل الأسطواني والشكل الإهليلجي والشكل الكروي وشكل السمك وشكل الإجاص وغيرها. في رأس آلة شيون منفخة، وقاعها مستوي، وعلى جسمها فتحات. كانت لأقدم آلة شيون فتحة واحدة فقط، وبعد أواخر القرن الثالث قبل الميلاد أصبحت لها ست فتحات.